# Rot-Weiß Oberhausen
Rot-Weiß Oberhausen is een Duitse voetbalclub uit Oberhausen. De club speelde vier seizoenen in de Bundesliga.

## Geschiedenis

### Van oprichting tot aan de Tweede Wereldoorlog
In 1904 fuseerden Emschertaler SV (1902) en leden van Oberhausener TV 1873 tot de nieuwe club Oberhausener SpV 04. Oberhausener TV 1873 bleef ook een voetbalafdeling hebben en deze sloot zich in 1922 bij de club aan toen balsport- en turnclubs gescheiden moesten worden van de overheid.
De club was aangesloten bij de West-Duitse voetbalbond en speelde in 1915 voor het eerst in de hoogste klasse van de Ruhrcompetitie. Deze was door het uitbreken van de Eerste Wereldoorlog in meerdere reeksen opgedeeld. Na de oorlog werd de club één jaar ingedeeld in de Noordrijncompetitie en werd daar afgetekend laatste. Na dit seizoen werd de club terug overgeheveld naar de Ruhrcompetitie en degradeerde daar. In 1922 werd de club dan ingedeeld in de Nederrijnse competitie. Tijdens de competitie, op 30 januari 1923 fuseerde de club met Styrumer SV 1908. Deze club werd in 1908 opgericht als SV Viktoria Styrum en fuseerde in 1912 met Unterstyrumer BV tot BV Viktoria 08 Styrum en nam in 1920 de naam Styrumer SV 08 an. De fusieclub nam nu de naam SpVgg 1904 Oberhausen-Styrum aan. Binnen 6 maanden verliet een aantal spelers de club om 1. FC Mülheim-Styrum te vormen. Na een aantal jaar middenmoot werd de club in 1926/27 tweede in groep A achter Duisburger SpV. Twee jaar later werd de club groepswinnaar en nam het in de finale om de titel op tegen Meidericher SpV 02. Meiderich won met 6:1 de heenwedstrijd en Oberhausen won de terugwedstrijd met 1:0, maar omdat doelsaldo in die tijd niet telde kwam er een derde wedstrijd die na verlengingen op 0:0 bleef. Ook penalty's waren er in die tijd nog niet om een wedstrijd te beslechten dus kwam er een vierde wedstrijd die Oberhausen met 3:2 na verlengingen verloor. Als vicekampioen mocht de club wel naar de West-Duitse eindronde en versloeg eerst SVgg 1910 Andernach met 6:0 en werd dan door Schwarz-Weiß Essen uitgeschakeld. Het volgende seizoen werden beide reeksen samengevoegd en Oberhausen werd nu verrassend laatste. Doordat de competitie weer naar twee reeksen ging degradeerde de club echter niet en eindigde volgende jaren in de middenmoot.
In juni 1933 werd de huidige naam aangenomen. Het voetbal in Duitsland werd sterk geherstructureerd tijdens het Derde Rijk. De West-Duitse bond en zijn acht competities werden ontbonden en vervangen door drie Gauliga's. Door de middelmatige plaats in de competitie plaatste de club zich niet voor de Gauliga Niederrhein. Na één seizoen kon de club wel promoveren. Na een vierde plaats eindigde de club twee maal in de top drie en dan volgde een degradatie. Na één jaar keede de club terug en eindigde de volgende jaren steevast in de middenmoot. In augustus 1943 ging de club een tijdelijke fusie aan met Alstader SV Elmar 09 en Viktoria Oberhausen omdat de teams problemen hadden om een volwaardig team op te stellen.

### Naoorlogse periode
Na de Tweede Wereldoorlog werd de competitie opnieuw sterk verdeeld. In de Nederrijnse groep werd de club groepswinnaar en plaatste zich voor de finaleronde en won daar van Preußen Essen en VfL Benrath, echter was er nog geen verdere eindronde. Ook het volgende jaar werd de club groepswinnaar en plaatste zich voor de finaleronde, waarin ze samen met TSV Fortuna 95 Düsseldorf eerste werden. In een beslissende wedstrijd won Oberhausen met 3:1 en ging door naar de eindronde van de Franse bezettingszone. Na een overwinning op TSV Braunschweig verloor de club van Hamburger SV. De club speelde nog de wedstrijd voor de derde plaats tegen VfR Köln 04 rrh., maar verloor ook deze. Door deze goede resultaten kwalificeerde de club zich wel voor de Oberliga West, die vanaf 1947 fungeerde als een van de vijf hoogste klassen. Na twee vijfde plaatsen ging het bergaf met de club en in 1950/51 eindigde de club samen met Sportfreunde Katernberg op een degradatieplaats en doordat Katernberg een beter doelsaldo had moest Oberhausen het behoud verzekeren via de eindronde, wat de club niet lukte. De volgende jaren wisselden de resultaten in de II. Liga West en in 1957 werd de club vicekampioen achter Sportfreunde Hamborn 07 en promoveerde zo weer. Na drie middenmootplaatsen werd de club vierde in 1960/61 achter de grote drie 1. FC Köln, Borussia Dortmund en FC Schalke 04. Het volgende seizoen deed de club het nog beter door derde te worden met slechts vier punten achterstand op kampioen Köln. De club kon de lijn niet doortrekken en werd het volgende seizoen slechts tiende.

### Vanaf invoering Bundesliga en 2. Bundesliga
Als gevolg van de tiende plaats in het seizoen 1962/63 was Rod-Weiß niet gekwalificeerd voor de Bundesliga bij de invoering van de hoogste klasse voor heel West-Duitsland in 1963/64. Hierdoor kwam de club in de 2de klasse Regionalliga West te spelen. Na zes seizoenen promoveerde de club in 1969 naar de Bundesliga.
In 1971 raakten ze betrokken in een schandaal in de Bundesliga maar kwamen zonder kleerscheuren weg. Na 4 jaar in de hoogste klasse zakte de club terug naar 2de. Rot-Weiß miste het volgende seizoen net de terugkeer door tweede te eindigen in de Regionalliga en in daaropvolgende eindronde. De 2. Bundesliga werd ingevoerd als nieuwe tweede klasse en in 1975 volgde een degradatie. In 1979 slaagde de club erin terug te promoveren en bereikte dat jaar ook de kwartfinale van de DFB-Pokal, waarin ze verloren van Eintracht Frankfurt. In 1981 werd de 2. Bundesliga teruggebracht van twee reeksen naar twee reeksen en hiervoor kwalificeerde de club zich niet. In 1983 promoveerde de club weer en speelde de volgende jaren in de tweede klasse tot hier in 1988 een abrupt einde aan kwam.

### Financiële problemen
Door financiële problemen werd de club in 1988 een licentie geweigerd en moesten ze aantreden in de Oberliga, maar doordat vele spelers de club verlaten hadden kon dit niveau niet gehouden worden en degradeerde Rot-Weiß naar de Verbandsliga Niederrhein (vierde klasse). Het volgende seizoen vermeed de club maar net degradatie naar de Verbandsliga.

### Sportieve opleving
In 1993 promoveerde de club weer naar de Oberliga Nordrhein en werd zevende, echter werd de Oberliga na dit seizoen de vierde klasse door de herinvoering van de Regionalliga. Oberhausen werd meteen kampioen en promoveerde. Na drie seizoenen Regionalliga slaagde de club er in 1998 weer in te promoveren naar de 2. Bundesliga. De volgende seizoenen was de club een vaste waarde, maar eindigde meestal in de lagere middenmoot op twee uitschieters na (zesde in 2000 en vijfde in 2004).

### Sportieve verval, opleving en wederom verval
In 2005 degradeerde de club opnieuw naar 3de waar het helaas ook geen potten kon breken en in vrije val verderging naar de Oberliga Nordrhein. Om vanaf dat niveau direct weer de weg omhoog te vinden. In 2007 volgt promotie naar de Regionalliga Nord en daar werd de club tweede waardoor ze opnieuw doorstootten naar de 2. Bundesliga, waar Rod-Weiss tot 2011 speelden. Maar na twee opeenvolgende degradaties vervalt de club terug naar de Regionalliga in het seizoen 2012/13.

## Eindklasseringen vanaf 1964 (grafisch)
- 1964 7e
Regionalliga
- 1965 4e
Regionalliga
- 1966 4e
Regionalliga
- 1967 6e
Regionalliga
- 1968 3e
Regionalliga
- 1969 1e
Regionalliga
- 1970 14e
Bundesliga
- 1971 16e
Bundesliga
- 1972 15e
Bundesliga
- 1973 18e
Bundesliga
- 1974 2e
Regionalliga
- 1975 18e
2. Bundesliga
- 1976 5e
Niveau 3
- 1977 8e
Niveau 3
- 1978 2e
Niveau 3
- 1979 1e
Oberliga
- 1980 15e
2. Bundesliga
- 1981 14e
2. Bundesliga
- 1982 4e
Oberliga
- 1983 1e
Oberliga
- 1984 16e
2. Bundesliga
- 1985 12e
2. Bundesliga
- 1986 11e
2. Bundesliga
- 1987 16e
2. Bundesliga
- 1988 16e
2. Bundesliga
- 1989 19e
Oberliga
- 1990 14e
Niveau 4
- 1991 5e
Niveau 4
- 1992 3e
Niveau 4
- 1993 1e
Niveau 4
- 1994 7e
Oberliga
- 1995 1e
Oberliga
- 1996 8e
Regionalliga
- 1997 2e
Regionalliga
- 1998 1e
Regionalliga
- 1999 12e
2. Bundesliga
- 2000 6e
2. Bundesliga
- 2001 12e
2. Bundesliga
- 2002 12e
2. Bundesliga
- 2003 14e
2. Bundesliga
- 2004 5e
2. Bundesliga
- 2005 17e
2. Bundesliga
- 2006 17e
Regionalliga
- 2007 1e
Oberliga
- 2008 2e
Regionalliga
- 2009 10e
2. Bundesliga
- 2010 14e
2. Bundesliga
- 2011 17e
2. Bundesliga
- 2012 19e
3. Liga
- 2013 8e
Regionalliga
- 2014 3e
Regionalliga
- 2015 5e
Regionalliga
- 2016 5e
Regionalliga
- 2017 4e
Regionalliga
- 2018 9e
Regionalliga
- 2019 2e
Regionalliga
- 2020 4e
Regionalliga
- 2021 7e
Regionalliga
- 2022 4e
Regionalliga
- 2023 7e
Regionalliga
- 2024 7e
Regionalliga
- 2025 4e
Regionalliga

- Niveau 1
- Niveau 2
- Niveau 3
- Niveau 4

| Legenda niveautijdlijn | Legenda niveautijdlijn      | Legenda niveautijdlijn      | Legenda niveautijdlijn      | Legenda niveautijdlijn    | Legenda niveautijdlijn |
| Liga                   | Seizoen 1963/64 t/m 1973/74 | Seizoen 1974/75 t/m 1993/94 | Seizoen 1994/95 t/m 2007/08 | Seizoen 2008/09 tot heden | Opmerking              |
| ---------------------- | --------------------------- | --------------------------- | --------------------------- | ------------------------- | ---------------------- |
| Bundesliga             | Niveau I                    | Niveau I                    | Niveau I                    | Niveau I                  |                        |
| 2. Bundesliga          | --                          | Niveau II                   | Niveau II                   | Niveau II                 |                        |
| 3. Liga                | --                          | --                          | --                          | Niveau III                |                        |
| Regionalliga           | Niveau II                   | --                          | Niveau III                  | Niveau IV                 |                        |
| Oberliga               | --                          | Niveau III *                | Niveau IV                   | Niveau V                  | * vanaf 1978/79        |

## Bekende (ex-)spelers
- Sebastian Boenisch
- Manfred Burgsmüller
- Olivier De Cock
- Karl-Heinz Feldkamp
- Stijn Haeldermans
- Ditmar Jakobs
- Gideon Jung
- Gökhan Lekesiz
- Christopher Nöthe
- Felix Passlack
- Rini van Roon
- Moustapha Salifou
- Moritz Stoppelkamp